# 張榮發
張榮發（1927年10月6日—2016年1月20日），是一名臺灣企業家，為長榮集團創辦人。

## 早年生涯
張榮發出生於日治臺灣臺北州蘇澳郡蘇澳（今宜蘭縣蘇澳鎮），七歲時遷居基隆。
日本對統治下的殖民地民眾推行一系列的同化政策，這迫使其家族改為日本姓「長島」，張榮發名字也改成「發男」，眾人以日語「Hatsu」來稱呼。
張榮發的父親是一位船員，曾在一間日本船公司服務。
17歲時，因怕被同學嘲笑，懵懵懂懂「趕流行」去參加神風特攻隊招考沒上，但仍被徵當了將近一年的台籍日本兵，就近分配到日軍在基隆的部隊，將被調往琉球（當時已遭美軍占領）前15天，天皇發表終戰詔書，承認戰敗。戰後進入日本貨船公司並由基層做起，做一名管艙員。
在張榮發18歲時，其父在昭南丸上執勤，在太平洋戰爭遭美軍擊沉，張榮發的父親因此罹難。
二戰結束後，當時還是一名管艙員的張榮發憑著自己的苦讀成功的轉型成為航海技術人員，後自修考上三副，後來做到大副，經歷15年的航海生涯，才決定創業。

## 創業生涯
1968年，張榮發決定自行創立長榮海運。
1985年，短短17年便創立世界最大的貨櫃船隊，躍居為世界貨櫃船王。除稱雄於海上貨櫃運輸外，也積極拓展陸上運輸業務。
臺灣開放空禁後，張榮發跨進了航空業，於1989年成立臺灣第一家民營的國際航空公司—長榮航空，成為唯一能跨進國際市場的民航業者，領導長榮成為全球知名的國際交通運輸集團。
2008年6月，富比士公佈張榮發財富淨值為13億美元，排名當年臺灣第17名

### 「重粒子線醫療研究院」計畫
2007年，宣示將投資新臺幣60到100億元，引進日本放射線醫學總合研究所的重粒子線醫療技術。
2008年7月，長榮集團預計將在新北市汐止區，成立「重粒子線醫療研究院」，預計3年內建造完成，最快於2011年開院100個病床治療癌症病患。
2008年5月，許與日本放射線總合醫學研究所簽訂備忘錄，準備積極推動。但因粒子治療設施需醫學中心或經醫院評鑑及教學醫院評鑑為特優之教學醫院方能設置，衛生署不願開放至長榮集團期望之「專科醫院」層級，張總裁怒而於2008年10月宣佈解散研究院，中止計畫。籌備中的「重粒子線醫療研究院」裁撤，已經投入的籌備費用認賠，相關人員解散。

## 政治相關活動
曾為陳水扁自立委從政前開始的長期幕後金主（亦是陳水扁當律師時期的雇主）。陳水扁當選2000年總統後，張榮發曾被延攬進陳水扁的「國策顧問團」，直到陳水扁對於兩岸貨運直航不肯鬆綁才決定淡出。
2006年3月，財團法人張榮發基金會以23億元購買市價新臺幣40億元的原中國國民黨中央委員會大樓。張榮發表示，於該大樓規劃設置海事博物館、音樂表演廳等公益會場，同時要對國內外人士就文化藝術、急難救助、社會公益等領域，有卓越貢獻者予以表揚，以帶動國際間行善助人的風氣。民進黨立委指責此舉形同協助中國國民黨「出脫黨產」，張榮發認為「我買厝，是為了公益，不是為賺錢」。張榮發更反批，民進黨「看別人做好事還罵人」。
2012年中華民國總統大選，張榮發為求兩岸直航順利發展，公開表態支持九二共識；並支持當時的馬英九總統競選連任。

## 去世
張榮發於2016年1月20日安詳辭世，享壽88歲。火化後與母親、大房夫人張林金枝一同安葬於新北市三峽區白雞山家族墓園。
在他過世後，其家族兩房於長榮集團旗下海運及航空兩大企業爆發爭奪遺產風波。張榮發留下遺囑將遺產留給兒子張國煒，大房三子張國政提起遺囑無效訴訟。一、二審均認定遺囑有效，最高法院於2024年8月14日駁回張國政上訴，全案確定。

## 家庭
張榮發有二位妻子，分別是張林金枝、李玉美。
| 配偶                                                             | 子女               | 備注                                                                                 | 持有資格 | 榮譽                                         |
| ---------------------------------------------------------------- | ------------------ | ------------------------------------------------------------------------------------ | --- | -------------------------------------------- |
| 元配 張林金枝（1930年－2013年）：於2013年6月15日病逝於臺大醫院。 | 張淑華（－2015年） | 丈夫鄭深池（前長榮集團副總裁、長榮航空董事長、兆豐金控董事長、長榮國際董事長）       | 無 | 無                                           |
| 元配 張林金枝（1930年－2013年）：於2013年6月15日病逝於臺大醫院。 | 張國華（1955年－） | 現任長榮海運董事。妻子楊美珍。                                                       | 無 | 無                                           |
| 元配 張林金枝（1930年－2013年）：於2013年6月15日病逝於臺大醫院。 | 張國明             | 前長榮海運董事。妻子陳惠珠，兒子張聖皓。                                             | 無 | 無                                           |
| 元配 張林金枝（1930年－2013年）：於2013年6月15日病逝於臺大醫院。 | 張國政             | 前長榮航空董事。妻子曾瓊惠。                                                         | 無 | 無                                           |
| 二房 李玉美：《壹週刊》報導兩人於2014年7月正式登記結婚。         | 張國煒             | 星宇航空創辦人暨董事長，前長榮集團總裁、長榮航空董事長、立榮航空董事長。妻子葉淑汶。 | 波音777 Type Rating（2010年－2016年） 空中巴士A320 Type Rating（2019年－2022年6月） 空中巴士A350XWB Type Rating（2022年10月起） 飛機修護員資格 | 2021年 法國榮譽軍團勳章騎士勳章（Chevalier） |

- Type Rating：飛行許可/飛行員資格

## 荣誉

### 中华民国勋章奖章
- 华夏一等奖章（中国国民党，1982年12月28日[21]）
- 航港一等一级奖章（交通部，1984年1月23日[21]）
- 三等交通獎章（交通部，1991年7月11日[21]）
- 一等外交獎章（外交部，1996年6月5日[21]）

### 外国勋章奖章
- 巴尔沃亚大军官勋章（西班牙语：Orden de Vasco Núñez de Balboa）（巴拿马，1985年1月17日颁发[21]）
- 槟州荣誉勋章（马来西亚槟城州，2000年9月25日颁发[21]）
- 荣誉军团军官勋章（法国，2002年10月22日颁发[21]）
- 大英帝国司令勋章（英国，2006年7月17日于伦敦颁发[22]）
- 马来西亚王冠效忠领袖勋章（马来西亚，2007年2月6日颁发[21]）
- 義大利共和國功績騎士大十字勳章（意大利，2007年5月2日公布[23]，2007年9月3日于罗马颁发[24]）
- 王冠指挥官勋章（比利时，2008年5月13日于布鲁塞尔埃格蒙特宫颁发[25]）
- 奥兰治-拿骚指挥官勋章（荷兰，2011年8月21日于鹿特丹颁发[26]）
- 旭日重光章（日本，2012年4月29日公布[27]，2012年5月8日于东京颁发）
- 德意志联邦共和国大功绩十字勋章（德国，2014年3月13日于台北颁发[28]）

## 著作
- 張榮發. . 遠流出版事業股份有限公司. 1997-01-01. ISBN 9789573233275 （中文（臺灣））.
- 張榮發.陳俍任.本心：張榮發的心內話與真性情. （页面存档备份，存于）天下文化：臺灣. 2014-03-27. ISBN 9789863204268
- 張榮發.吳錦勳.鐵意志與柔軟心：張榮發的33個人生態度. （页面存档备份，存于） 天下文化：臺灣. 2012-01-31. ISBN 9789862168790

## 外部連結
- 長榮集團（繁體中文）（英文）
- 長榮海運 （页面存档备份，存于）（繁體中文）（英文）
- 長榮航空 （页面存档备份，存于）（繁體中文）（简体中文）（英文）（日語）（越南文）（德文）（法文）（荷兰文）（泰文）（印尼文）
- 財團法人張榮發基金會(臺灣) （页面存档备份，存于）（繁體中文）
- 財團法人張榮發基金會的Facebook專頁（繁體中文）
- 張榮發基金會文教部 （页面存档备份，存于）（繁體中文）
- 張榮發文物館 （页面存档备份，存于）（繁體中文）（英文）
- 長榮海事博物館（繁體中文）（英文）
- 長榮海事博物館的Facebook專頁（繁體中文）
- 張榮發慈善基金會 （页面存档备份，存于）（繁體中文）
- 長榮交響樂團 （页面存档备份，存于）（繁體中文）（英文）
- 財團法人張榮發基金會國際會議中心（繁體中文）
- 張榮發先生特展 （页面存档备份，存于）（繁體中文）
- 80老人張榮發　孤單領導千億帝國－長榮接班危機